# Poupée blonde
Pour plus de détails, voir Fiche technique et Distribution.
Poupée blonde (titre original : Liebe muß verstanden sein) est un film allemand réalisé par Hans Steinhoff sorti en 1933.

## Synopsis
Margit Raday, sténographe, voudrait bien une petite augmentation de salaire mais son patron, le patron de l'usine Bruno Plaumann, n'a pas l'oreille ouverte pour de telles choses. C'est déjà dans son esprit lors de son prochain voyage d'affaires, qui le conduira à Dresde.
Il envisage d'acquérir un brevet pour une télécommande révolutionnaire à Dresde. Margit est censée apporter le dépôt de 3 000 marks à la banque. Avec l'argent, la jeune femme s'élance et s'arrête devant la vitrine d'un magasin de mode. Cependant, en raison de la vue captivante et des circonstances imprévues, elle est retardée et n'atteint la banque que lorsqu'elle est déjà fermée.
Puisque son patron est déjà en route pour Dresde, fermement convaincu que le dépôt a déjà été reçu par la banque et est en route pour son partenaire commercial Lambach, la fidèle et loyale Margit n'a d'autre choix que de suivre son patron pour le rencontrer pour faire un rapport à Dresde sur les circonstances et avouer son échec.
En arrivant à Dresde, Margit apprend que son patron est tombé en panne pendant le voyage et qu'il sera en retard. Épuisée par le long trajet en train, elle cherche une chambre vacante à l'hôtel et s'y endort immédiatement. Elle sursaute, effrayée, car tout à coup un homme étrange est allongé à côté d'elle dans son lit qui, en fait, est un invité dans cette chambre d'hôtel. L'inconnu est Lambach, l'ingénieur à qui son patron veut acheter le brevet.
Soudain il y a un flash puis une photo montrant Margit et Lambach dans une situation apparemment sans ambiguïté, ce qui rend la situation globale perdu, puisque Lambach est fiancé. Margit veut sauver la situation d'une manière ou d'une autre, se déguise en femme de chambre et accède ainsi à la chambre du photographe Bobby Brandt. Cependant, récupérer la photo est beaucoup plus difficile que Margit ne l'imaginait. Il y a des quiproquos. Margit a une conversation avec Lambach, qui aime la jeune femme vive. Et finalement, le patron de Margit obtient le brevet tant attendu.

## Fiche technique
- Titre : Poupée blonde
- Titre original : Liebe muß verstanden sein
- Réalisation : Hans Steinhoff
- Scénario : Herbert Juttke (de)
- Musique : Willi Kollo
- Direction artistique : Benno von Arent
- Costumes : Berta Grützmacher, Fritz Schilling
- Photographie : Konstantin Irmen-Tschet, Otto Baecker (de)
- Son : Erich Leistner
- Montage : Milo Harbich (de)
- Production : Karl Ritter
- Sociétés de production : UFA
- Sociétés de distribution : UFA
- Pays d'origine :  Reich allemand
- Langue : allemand
- Format : Noir et blanc - 1,37:1 - Mono - 35 mm
- Genre : Comédie romantique
- Durée : 87 minutes
- Dates de sortie :
  - Troisième Reich : 4 août 1933.
  - Autriche : 1er janvier 1934.
  - États-Unis : 1er janvier 1934.
  - France : 3 janvier 1936[1].

## Distribution
- Rosy Barsony : Margit Raday, sténotypiste
- Georg Alexander : Peter Lambach, ingénieur
- Max Gülstorff : Bruno Plaumann, l'industriel
- Käthe Haack : Lisa, son épouse
- Hilde Hildebrand : Ellen Parker, la fiancée de Lambach
- Wolf Albach-Retty : Bobby Brandt, le cousin d'Ellen
- Oscar Sabo : Oskar Nickel, l'assistant de Lambach
- Oskar Sima : Le détective
- Theo Lingen : Hotel-Emil

## Article annexe
- Liste des longs métrages allemands créés sous le nazisme

## Source de la traduction
- (de) Cet article est partiellement ou en totalité issu de l’article de Wikipédia en allemand intitulé « Liebe muß verstanden sein » (voir la liste des auteurs).